# Pleraplysilla australis
Pleraplysilla australis är en svampdjursart som först beskrevs av Jörn Hentschel 1912.  Pleraplysilla australis ingår i släktet Pleraplysilla och familjen Dysideidae. Inga underarter finns listade i Catalogue of Life.